# Kühbach
Kühbach är en köping (Markt) i Landkreis Aichach-Friedberg i Regierungsbezirk Schwaben i förbundslandet Bayern i Tyskland.
Köpingen ingår i kommunalförbundet Kühbach tillsammans med kommunen Schiltberg.